# Mycetophila simplex
Mycetophila simplex är en tvåvingeart som beskrevs av Freeman 1951. Mycetophila simplex ingår i släktet Mycetophila och familjen svampmyggor. Inga underarter finns listade i Catalogue of Life.